# Jacques-André Maire
Pour les articles homonymes, voir Maire (homonymie).
Jacques-André Maire, né le 27 mai 1957 à Neuchâtel (originaire des Ponts-de-Martel et de Brot-Dessous), est un homme politique suisse, membre du Parti socialiste. Il est député du canton de Neuchâtel au Conseil national de septembre 2009 à décembre 2019.

## Biographie
Jacques-André Maire naît le 27 mai 1957 à Neuchâtel. Il est originaire de deux autres communes du canton, Ponts-de-Martel et Brot-Dessous.
Titulaire d'un Master of Public Health, il est chef du service cantonal neuchâtelois de la formation professionnelle et des lycées. Après son élection au Parlement en 2007, il devient en 2010 conseiller stratégique du Département neuchâtelois de l’éducation, de la culture et des sports. Il démissionne de ce poste en 2013, à la suite de l'élection de son épouse au gouvernement.
Il est marié à Monika Maire-Hefti, conseillère d'État neuchâteloise socialiste de 2013 à 2021, avec qui il a trois fils.
Protestant pratiquant, il a le grade de soldat à l'armée.

## Parcours politique
Il acquiert ses convictions politiques socialistes au contact de Pierre Gilliand.
Il est député au Grand Conseil neuchâtelois de mai 1993 à décembre 1999.
Candidat au Conseil national en 2007, il n'est initialement pas élu, mais accède au Parlement le 21 septembre 2009 à la suite de l'élection de Didier Berberat au Conseil des États. Il siège au sein de la Commission de gestion (CdG) de 2009 à 2011, à la Commission de la science, de l'éducation et de la culture (CSEC) de décembre 2011 à décembre 2015 et de février 2017 à décembre 2019, à la Commission de l'économie et des redevances (CER) de juin 2012 à décembre 2015, à la Commission des transports et des télécommunications de décembre 2015 à juin 2019 et à la Commission des finances (CdF) de décembre 2015 à février 2017.  
Il est réélu sans difficulté en 2011. La même année, il manque de peu son élection au Conseil d'État neuchâtelois, terminant à 511 voix de sa colistière élue Monika Dusong. 